# Galium olympicum
Galium olympicum är en måreväxtart som beskrevs av Pierre Edmond Boissier. Galium olympicum ingår i släktet måror, och familjen måreväxter. Inga underarter finns listade i Catalogue of Life.